# دانيال جنيفير
دانيال جنيفير هو محامي ودبلوماسي وسياسي أمريكي، ولد في 15 أبريل 1791 في مقاطعة تشارلز في الولايات المتحدة، وتوفي في 18 ديسمبر 1855 في بورت توباكو فيليج في الولايات المتحدة. نشط حزبياً في حزب اليمين. وقد انتخب سفير وانتخب عضو مجلس النواب الأمريكي ‏.